# لويس فرنانديز دي لا فيغا
لويس فرنانديز دي لا فيغا (بالإسبانية: Luis Fernández de la Vega)‏ هو نحات إسباني، ولد في 1601، وتوفي في 1675.